# Jörgen Warborn
Jörgen Warborn, (né le 23 janvier 1969) est un entrepreneur et homme politique suédois du parti des Modérés, élu membre du Parlement européen lors des élections au Parlement européen de 2019. 
Il est vice-coordinateur du Parti Populaire Européen à la commission du commerce international du Parlement européen. Warborn était maire de la commune de Varberg depuis les élections générales de 2010 jusqu'à son élection au Parlement Suédois en 2014. Outre son rôle au parlement, Warborn a servi en tant que membre de la délégation suédoise à l'Assemblée parlementaire du Conseil de l'Europe en 2019.
Depuis 2016, Warborn est président national du conseil des entreprises du Parti Modéré. 

## Biographie
Jörgen Warborn a étudié l'économie à l'Université internationale de Monaco, les relations internationales à la London School of Economics et l'entrepreneuriat au Babson College de Boston. Warborn a fondé sa première entreprise à l'âge de 17 ans et a depuis lors démarré et géré plusieurs petites entreprises, principalement dans les secteurs de l'informatique et du marketing. Warborn vit à Varberg sur la côte ouest suédoise. Il est marié depuis 2008 à Titti Warborn et le couple a trois enfants. Sa femme est également entrepreneuse, et possède un magasin de meubles.

## Carrière politique
L'engagement politique de Warborn commençait au début des années 1990, lorsqu'il souhaitait que la Suède devienne membre de l'Union européenne. Lors du référendum suédois sur l'adhésion à l'Union européenne de 1994, Warborn était le chef de campagne du comté pour la campagne "Oui", qui a organisé 14 partis politiques et ONG dans le comté d'Halland. Après des études à l'étranger, Warborn est revenu à Varberg en 2005 et est devenu actif dans le Parti modéré. Il est devenu maire de Varberg en 2010, membre du Parlement en 2014 et membre du Parlement européen en 2019.